# Dendrodoris atromaculata
Dendrodoris atromaculata is een slakkensoort uit de familie van de Dendrodorididae. De wetenschappelijke naam van de soort is voor het eerst geldig gepubliceerd in 1864 door Alder & Hancock.